# Гогашвили, Василий Михайлович
Василий Михайлович Гогашвили (1911 год, село Гиоргети, Сигнахский уезд, Тифлисская губерния, Российская империя — неизвестно, село Орджоникидзе, Лагодехский район, Грузинская ССР) — звеньевой колхоза имени Орджоникидзе Лагодехского района, Грузинская ССР. Герой Социалистического Труда (1948).

## Биография
Родился в 1911 году в крестьянской семье в селе Гиоргети (в советское время называлось как Орджоникидзе) Сигнахског уезда (сегодня — Лагодехский муниципалитет).
Окончил местную начальную школу. Трудился в личном сельском хозяйстве. Во время коллективизации вступил в местный колхоз имени Орджоникидзе Лагодехского района. Трудился рядовым колхозником.
В послевоенные годы возглавлял табаководческое звено.
В 1947 году звено под его руководством собрало в среднем с каждого гектара по 25,5 центнера табачного листа на участке площадью 5,75 гектара. Указом Президиума Верховного Совета СССР от 21 февраля 1948 года удостоен звания Героя Социалистического Труда за «получение в 1947 году высокого урожая сортового зелёного чайного листа и табака» с вручением ордена Ленина и золотой медали «Серп и Молот» (№ 826).
Этим же Указом званием Героя Социалистического Труда был награждён труженик колхоза имени Орджоникидзе звеньевой Иван Ильич Барнабишвили.
За выдающиеся трудовые результаты по итогам работы в 1948 году был награждён вторым Орденом Ленина.
Проживал в селе Гиоргети. Дата его смерти не установлена.
Награды
- Герой Социалистического Труда
- Орден Ленина — дважды (1948; 03.05.1949)